# Teglenica
Teglenica ili maona je plovni objekt s ravnim dnom, izgrađen uglavnom za rijeke i kanale za prijevoz teške robe. Neke teglenice nemaju vlastiti pogon i treba tegliti tegljačima ili gurati. Teglenice se danas koriste većinom za prijevoz rasutog tereta niske vrijednosti, rjeđe za prevoz drugih tereta. Tipična teglenica duga je između 10 i 60 metara, a mogu prevoziti i do 1.500 tona tereta. U slabo razvijenim krajevima gdje nedostaju autocesta ili željeznica i regijama širom svijeta u vrijeme prije industrijskog razvoja i razvoja autocesta, teglenice su bile vladajući i najučinkovitiji način za kopneni prijevoz u mnogim krajevima svijeta. To vrijedi čak i danas, na mnogim područjima u svijetu.